# Metopoceras popovi
Metopoceras popovi là một loài bướm đêm trong họ Noctuidae.